# Абулфейз-хан
Абулфейз-хан (1687 — 1747) — восьмой Хан Бухарского ханства из узбекскойдинастии джанидов — Аштарханидов, правящий с 1601 года.
В 1711 году в результате заговора был убит аштарханид Убайдулла-хан II, а 18 марта 1711 года на престол был возведён его брат Абулфейз (1711—1747 гг.), который быстро стал игрушкой в руках эмиров. Власть сосредоточил в своих руках всесильный Джаушан-калмык. Вскоре и он был убит.

## Правление
В эпоху правления Абулфейз-хана политический хаос воцарившийся в стране, привёл к отделению от Бухарского ханства и формированию нового государства, получившего название Кокандское ханство, на престол которого взошла узбекская династия из племени мингов.
Мухаммед-Хаким-бий из племени мангыт, возведённый Абулфейзом в звание аталыка столицы, стал властным временщиком при слабохарактерном хане. Правитель Шахрисабза, эмир племени кенегес Ибрагим-бий, желая вырвать власть из рук Мухаммед-Хаким-бия, провозгласил в 1722 году в Самарканде ханом хивинского царевича Раджаба. Сам Ибрагим-бий стал при нём «эмиром над эмирами». Раджаб-хан, к которому присоединились многие эмиры, с большим войском выступил из Самарканда и двинулся на Бухару. Однако он не смог взять Бухару, обратился за помощью к казахам, обещая кочевникам богатую добычу в завоёванных областях. Казахи в это время переживали тяжёлые дни. Джунгарский хунтайджи Цэван Рабдан (1697—1726) во главе сильного войска весною 1723 года вторгся в Казахское ханство. В этом бедственном положении казахи охотно откликнулись на приглашение идти походом на богатые области Мавераннахра. В течение семи лет казахи производили опустошения по всей Зарафшанской долине, не встречая никакого сопротивления. В 1730 году они покинули регион.
Абулфейз-хан пытаясь сосредоточить власть в руках, удалил из Бухары Мухаммед-Хакима, и аталык выехал в Карши. Однако этим он самостоятельности не смог добиться. Правители областей и отдельных районов держались независимо, зная, что над ними нет никакого контроля. Хан надеялся только на верность своей гвардии.
Бегством казахов в глубь Мавераннахра воспользовался Ибрахим кенегес, который вместе с другими племенами направил их силу против Бухары. В результате там начался небывалый голод. Он вовлёк казахов также в борьбу со своим врагом в Самарканде.

## Внешняя политика
В 1717 г. Абулфейз-хан отправил своего посла Кули-бека топчи-баши к русскому царю Петру I. Топчи-баши в итоге своей миссии решил все задачи своего посольства. Были освобождены бухарские купцы, арестованные в Астрахани, ему разрешили закупить часть необходимого вооружения (ещё с XVII в. было запрещено продавать в ханства Средней Азии огнестрельное оружие и порох), также он, по всей видимости, собрал необходимую информацию о хивинской экспедиции А.Бековича-Черкасского и планах Петра Великого относительно Средней Азии.

## Нашествие войск Надир-шаха
Подробнее об этом походе Центрально-азиатский поход Надир-шаха.
Тяжёлым экономическим и политическим положением Бухары воспользовался иранский завоеватель туркменского происхождения Надир-шах (1736—1747). В начале 1740 года Надир-шах решил предпринять поход на Мавераннахр. Абулфейз-хан спешно вызвал из Карши своего опального аталыка и поручил ему ехать послом к Надир-шаху с тем, чтобы умилостивить его. Мухаммед-Хаким, прибыв в лагерь шаха, смог заслужить его уважение и был снабжён грамотой Надир-шаха, дававшей ему большие полномочия в стране.
В сражении у Чарджоу Надир-шахом было разбито большое народное ополчение из добровольцев Бухары, Самарканда, Коканда и Андижана. Победу Надир-шаха обеспечила в значительной степени организованная по-европейски артиллерия. Абулфейз-хан капитулировал перед Надиром. Надир благосклонно отнёсся к Абулфейз-хану и признал за ним его права на правление в Туране. Узы родства скрепили дом Аштарханидов с Надиром: на одной из дочерей Абулфейза женился сам шах, на другой — его племянник. Однако с администрацией и населением Бухары Надир сносился исключительно через Мухаммед-Хакима, которому он выказал полное доверие. Абулфейз-хан оказался в полной от него зависимости.
В дальнейшем в сложившихся во второй четверти XVIII в. социальных и политических условиях Аштарханиды уступили первенствующую роль новым властителям — представителям узбекской племенной аристократии, главам племени мангытов, которые пришли к власти.
По смерти Мухаммед-Хакима, последовавшей в 1743 году, узбекские эмиры, не сдерживаемые теперь твёрдою рукой аталыка и пользуясь полным бездельем Абулфейз-хана, подняли мятежи в разных местах государства. Грабежи и убийства стали обычным явлением.
Восстание Ибадуллы-хитая охватило весь Мианкаль (район в Самаркандской области) и дошло до столицы. В конце апреля 1745 года когда бухарцы праздновали за городом, подле мазара шейха Бахауддина, свой традиционный весенний праздник красного цветка и десятки тысяч людей из города и его окрестностей собрались сюда со своими семьями на целый месяц, Ибадулла нагрянул на Бухару, захватил богатую добычу и увёл множество людей в плен. Надир-шах дал отряд испытанных солдат сыну умершего аталыка Мухаммад Рахиму и отправил его в 1745 году (по другим данным весной 1747 года) в Бухару. В Мерве к Мухаммед-Рахиму присоединился сын и наместник шаха Ризакули с отрядом кизылбашей и артиллерией, а в Чарджоу-туркмены. Мухаммед-Рахим прибыл в Бухару с войсками, где ему было присвоено звание «эмира эмиров».
На высшие государственные должности были назначены родственники и сторонники Мухаммед-Рахима. Опираясь на эти надёжные элементы, Мухаммед-Рахим упрочил своё положение в столице ханства и при поддержке иранцев приступил к усмирению мятежников.
После упорной борьбы Ибадулла-хитай был изгнан из Мианкаля, бежал на север в Ташкент, где потом был убит. В Шахрисябзе был подавлен мятеж племён правой и левой стороны. В относительно короткий срок удалось восстановить спокойствие во всём государстве.
Ко времени смерти Надир-шаха (он был убит в 1747 году) Мухаммед-Рахимбию удалось уже создать собственное крепкое и послушное войско, командный состав которого был подобран из преданных ему людей.

## Историки и поэты
В период правления Абулфейз-хана известным историком был Абдуррахман-и Тали.

## Смерть
Абулфейз-хан был убит вскоре после смерти Надира в 1747 году.

## Память
- Бухарский писатель А.Фитрат написал в 1920-х годах драму «Абулфейз-хан».